# Duong (rivière)
La rivière Duong (en vietnamien: Sông Đuống) est un cours d'eau du Viêt Nam de 68 kilomètres. Elle se trouve dans la région du delta du fleuve Rouge et traverse la région de Hanoï, la province de Hải Dương et la province de Bắc Ninh. Il était auparavant connu par les Français sous le nom de Canal des Rapides.
Elle prend sa source (21°4′51″N 105°50′41″E) dans le district rural de Dong Anh, qui dépend de l'administration de Hanoï, et se jette dans le fleuve Rouge près de Trung Kênh, dans le district de Lương Tài et la province de Bắc Ninh (21° 03′ 21″ N, 106° 18′ 16″ E).